# Нікольська Саловка
Ні́кольська Сало́вка (рос. Никольская Саловка, ерз. Никольская Саловка) — присілок у складі Старошайговського району Мордовії, Росія. Входить до складу Богдановського сільського поселення.
Населення — 52 особи (2010; 80 у 2002).
Національний склад (станом на 2002 рік):
- мокшани — 49 %
- росіяни — 47 %